# Bródy Sándor utca

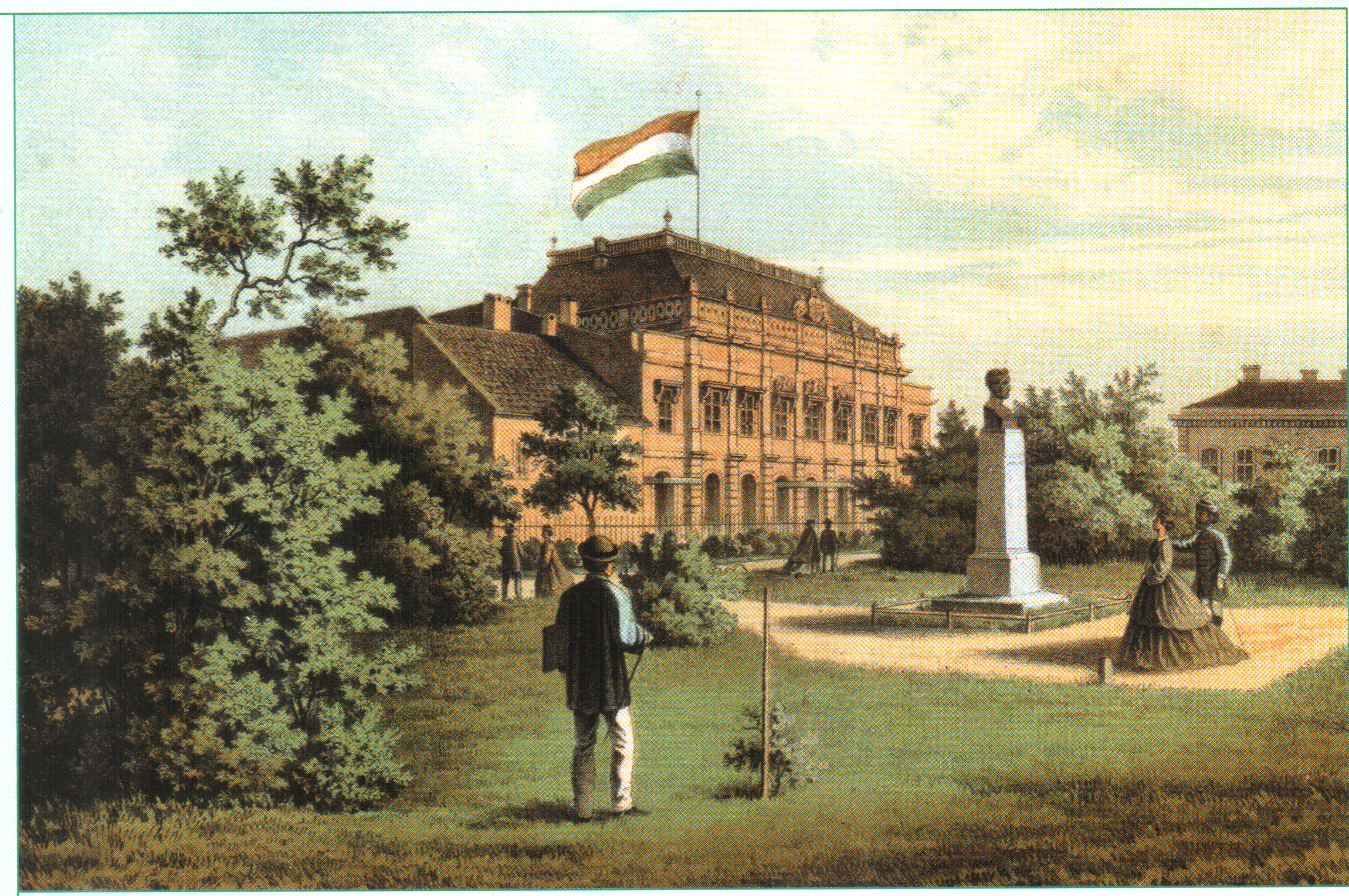
Régi Képviselőház

A Bródy Sándor utca Budapest VIII. kerületében található, a Múzeum körút és a Gutenberg tér között. A híres magyar íróról, Bródy Sándorról kapta a nevét. Ez a városrész egyik legrégibb utcája. A 18. század második felében még Téglavető utca néven a városi majorhoz vezetett, innen ered későbbi Major utca neve. 1840-től Főherceg Sándor utca, 1918-19-ben Sándor utca, 1920-tól Főherceg utca, 1921-től újra Főherceg Sándor utca, 1931-től megint Sándor utca a neve. 1940 óta hívják mai nevén.

## Épületei

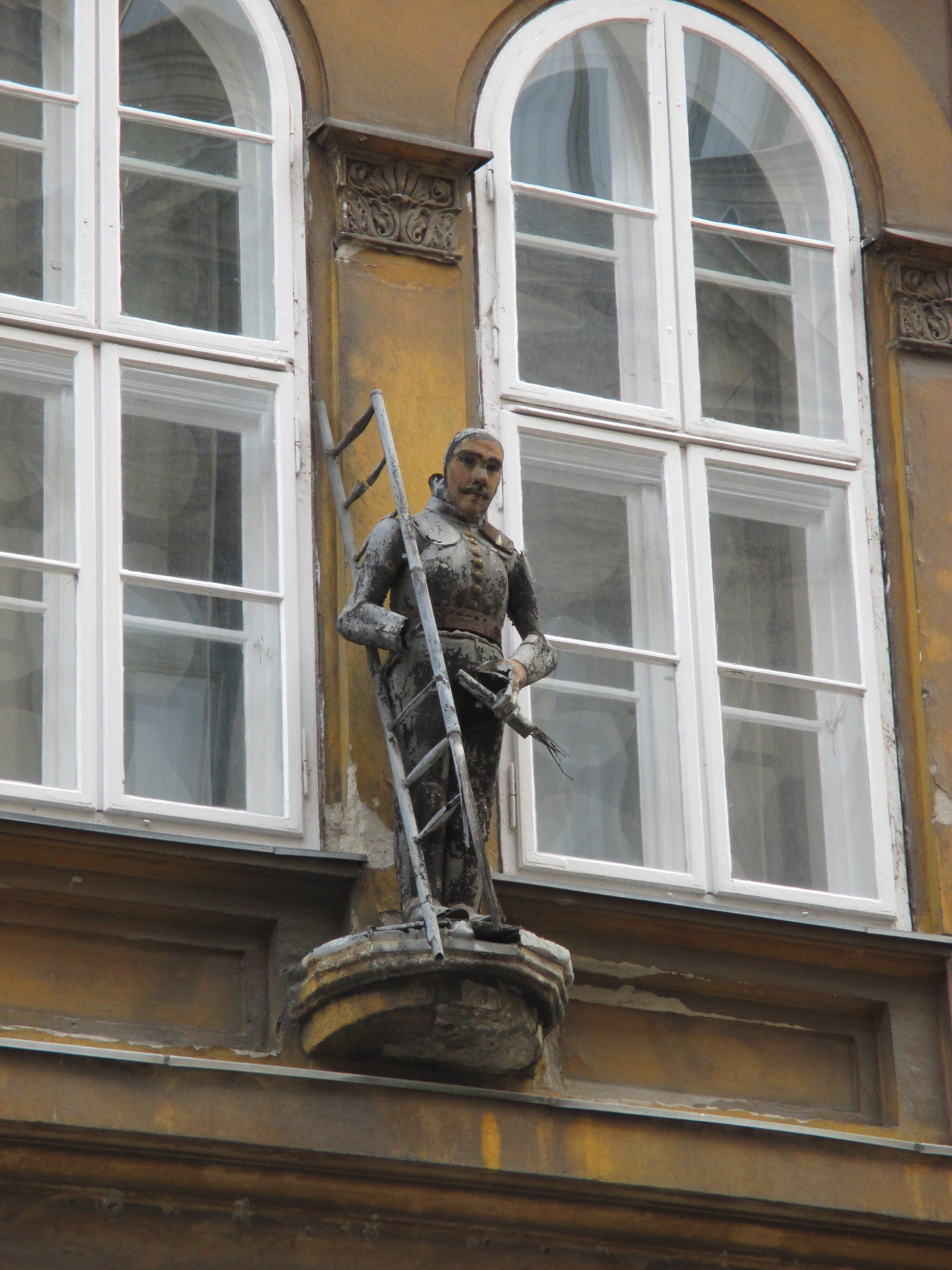
Kéményseprő-szobor a 15. számú házon

- 4. szám: Ádám-ház (Ádám-palota). Kétemeletes, kora eklektikus lakóház, 1-3-1 ablaktengellyel, a második emelet szélén ikerablakokkal. A két szélső rizalitja erősen kiugrik, közöttük 3 tengelyes rész található. A földszinten és az emeleten háromnyílású, korinthoszi oszlopos mély nyitott árkád van, a második emeleten mellvédes terasszal. Az összes emeleti ablak alatt bábos korlátú kötények láthatóak, az emeleti szélső ablakok fölött oromzatos, konzolos szemöldökök. A földszint rusztikás. Az egész homlokzatot kőből építette Weber Antal Ádám Károly számára. Kapualjában sgraffito díszítés, emeleti loggiáján Lotz Károly freskói láthatóak.
- 5-7. szám: A Magyar Rádió székháza és stúdiói 1928-2014 között.[1][2][3]

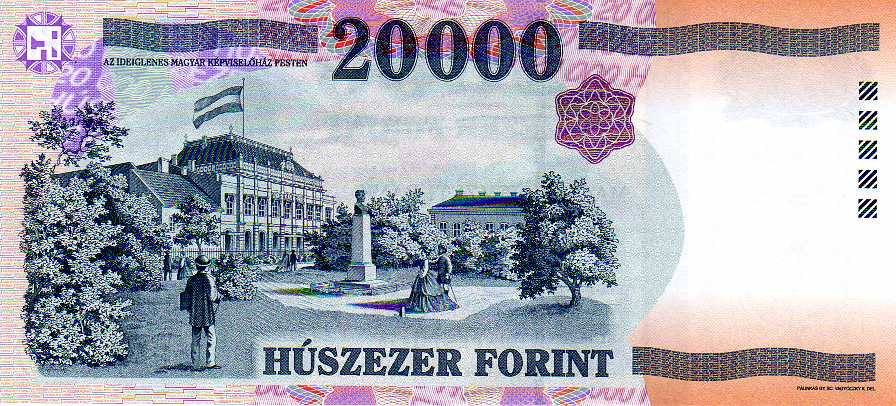
A Budapesti Olasz Kultúrintézet épülete, a korábbi Képviselőház a húszezer forintos bankjegyen

- 8. szám: az úgynevezett régi képviselőház épületében működik az Olasz Kultúrintézet.
- 15. szám: egyemeletes lakóház, késő klasszicista stílusú. 12 ablaka van. Hild Károly építette több részletben Devecis Mihály kéményseprőmester részére. Limburszky József emeletes szárnyat toldott hozzá 1857-ben. A ház homlokzatának közepén, az emeleten kéményseprőszobor áll (2020-ban restaurálás miatt eltávolítva). A kapubehajtója emeletes udvari árkádokba torkollik, és mélyen benyúlik a szárnyépületbe, ami a nagy méretű udvart szegélyezi az egyik oldalról. A ház emeletén romantikus stílusú öntöttvas kályhák vannak.
- 16. szám: Múzeumok és Műemlékek Országos Központja 1949-1953.

## Ajánlott irodalom
- Schmall Lajos: Buda-Pest utczái és terei (Bp., 1906)
- Zakariás G. Sándor: Budapest (Bp., 1961)

- |  | A Wikimédia Commons tartalmaz Bródy Sándor utca témájú médiaállományokat. |